# Sotteville (Manche)
Sotteville település Franciaországban, Manche megyében. Lakosainak száma 483 fő (2022. január 1.). Sotteville Saint-Christophe-du-Foc, Benoîtville, Bricquebosq, Grosville, Helleville és Teurthéville-Hague községekkel határos.

## Népesség
A település népessége az elmúlt években az alábbi módon változott:
| Lakosok száma | 265  | 279  | 312  | 362  | 520  | 485  | 470  | 465  | 471  | 483  |
|               | 1968 | 1982 | 1990 | 2006 | 2013 | 2015 | 2017 | 2019 | 2020 | 2022 |